# 1993 în literatură
- 1992 în literatură — 1993 în literatură — 1994 în literatură

Anul 1993 în literatură a implicat o serie de evenimente și cărți noi semnificative.

## Evenimente
- 14 ianuarie: A apărut primul numar al revistei "Dilema", publicație editată de Fundația Culturală Română, avându-l ca editor-fondator pe Andrei Pleșu.
- 17 februarie: Academia Română a hotărât revenirea la scrierea cu „â” în interiorul cuvântului și a formei „sunt” în loc de „sînt”.

## Cărți noi
- Stephen Ambrose - Band of Brothers
- Jeffrey Archer - Honour Among Thieves
- Isaac Asimov și Robert Silverberg - Omul pozitronic
- Davis Banks - Iceberg
- Iain Banks - Complicity
- Pat Barker - The Eye in the Door
- Greg Bear - Moving Mars
- Daniel Blythe - The Dimension Riders
- Sandra Boynton - Barnyard Dance!
- Christopher Bulis - Shadowmind
- Ramsey Campbell - Alone with the Horrors: The Great Short Fiction of Ramsey Campbell 1961-1991
- Tom Clancy - Without Remorse
- Paulo Coelho - The Alchemist
- Deborah Joy Corey - Losing Eddie
- Bernard Cornwell - Rebel
- Robert Crais - Free Fall
- Peter Darvill-Evans - Deceit
- Hollace Davids and Paul Davids - Mission from Mount Yoda
- Lindsey Davis - Poseidon's Gold
- L. Sprague de Camp - Rivers of Time
- Stephen R. Donaldson - The Gap into Power: A Dark and Hungry God Arises
- Roddy Doyle - Paddy Clarke Ha Ha Ha
- Laura Esquivel - Like Water for Chocolate
- Richard Paul Evans - The Christmas Box
- Amanda Filipacchi - Nude Men
- John Gardner - Never Send Flowers
- Ernest Gaines - A Lesson Before Dying
- John Grisham - The Client
- Stephen King - Nightmares and Dreamscapes
- Nancy Kress - The Aliens of Earth
- John le Carré - The Night Manager
- Lois Lowry - The Giver
- Robert Ludlum - The Scorpio Illusion
- Amin Maalouf - Le Rocher de Tanios
- David A. McIntee - White Darkness
- Jim Mortimore (și Andy Lane) - Lucifer Rising
  - Blood Heat
- Herta Müller - Animalul inimii
- Patrick O'Brian - Clarissa Oakes
- Kate Orman - The Left-Handed Hummingbird
- Neil Penswick - The Pit
- Terry Pratchett - Men at Arms
- Anne Rice - Lasher
- Gareth Roberts - The Highest Science
- Nigel Robinson - Birthright
- W.G. Sebald - The Emigrants
- Vikram Seth - A Suitable Boy
- Ahdaf Soueif - In the Eye of the Sun
- Danielle Steel - Vanished
- Sue Townsend - Adrian Mole: The Wilderness Years
- Scott Turow - Pleading Guilty
- Kathy Tyers - The Truce at Bakura
- Buket Uzuner - The Sound of Fishsteps
- Andrew Vachss - Shella
- Robert James Waller - Slow Waltz at Cedar Bend
- Irvine Welsh - Trainspotting
- Herman Wouk - The Hope
- Timothy Zahn - The Last Command
- Roger Zelazny - A Night in the Lonesome October
- Jesse Lee Kercheval - The Museum of Happiness

## Teatru
- Tom Stoppard - Arcadia

## Poezie
- Leonard Cohen - Stranger Music
- Paul Durcan - A Snail in My Prime. New and Selected Poems
- Dejan Stojanović - Krugovanje: 1978–1987 ("Circling: 1978–1987"),[1] first edition, Narodna knjiga, Alfa, Beograd

## Non-ficțiune
- Martin Amis - Visiting Mrs Nabokov: And Other Excursions
- Bija Bennett - Breathing into Life: Recovering Wholeness Through Body, Mind, and Breath
- Richard Dawkins - Viruses of the Mind
- Shobha De and Khushwant Singh - Uncertain Liaisons
- Esther Delisle - The Traitor and the Jew: Anti-Semitism and the Delirium of Extremist Right-Wing Nationalism in French Canada from 1929-1939 (Antisémitisme et nationalisme d'extrême-droite dans la province de Québec 1929-1939)
- John Grey - Men are from Mars, Women are from Venus
- Tamala Krishna Goswami - Aditi commentary Happiness is a Science – Aditi's Vow
- Miranda Seymour - Ottoline Morrell: Life on the Grand Scale
- Walter Stewart - Too Big to Fail
- Howard Stern - Private Parts

## Premii
- Premiul Nobel pentru literatură: Toni Morrison

### Australia
- The Australian/Vogel Literary Award: Helen Demidenko, The Hand That Signed The Paper
- C. J. Dennis Prize for Poetry: Les Murray, Translations from the Natural World
- Kenneth Slessor Prize for Poetry: Les Murray, Translations from the Natural World
- Mary Gilmore Prize: Jill Jones - The Mask and Jagged Star

### Franța
- Prix Goncourt: Amin Maalouf, Le Rocher de Tanios
- Prix Décembre: René de Obaldia. Exobiographie
- Prix Médicis French: Emmanuèle Bernheim, Sa femme
- Prix Médicis International: Paul Auster, Leviathan

### Regatul Unit
- Booker Prize: Roddy Doyle, Paddy Clarke Ha Ha Ha
- Carnegie Medal for children's literature: Robert Swindells, Stone Cold
- James Tait Black Memorial Prize for fiction: Caryl Phillips, Crossing the River
- James Tait Black Memorial Prize for biography: Richard Holmes, Dr Johnson and Mr Savage
- Cholmondeley Award: Patricia Beer, George Mackay Brown, P. J. Kavanagh, Michael Longley
- Whitbread Book Award: Joan Brady, Theory of War
- The Sunday Express Book of the Year: William Boyd, The Blue Afternoon

### Statele Unite
- Agnes Lynch Starrett Poetry Prize: Natasha Saj, Red Under the Skin
- Aiken Taylor Award for Modern American Poetry: George Starbuck
- American Academy of Arts and Letters gold Medal for Belles Lettres, Elizabeth Hardwick
- Bernard F. Connors Prize for Poetry: Stephen Yenser, "Blue Guide"
- Compton Crook Award: Holly Lisle, Fire in the Mist
- Frost Medal: William Stafford
- Nebula Award: Kim Stanley Robinson, Red Mars
- Newbery Medal for children's literature: Cynthia Rylant, Missing May
- Pulitzer Prize for Drama: Tony Kushner, Angels in America: Millennium Approaches
- Pulitzer Prize for Fiction: Robert Olen Butler, A Good Scent from a Strange Mountain
- Pulitzer Prize for Poetry: Louise Gluck, The Wild Iris

### Alte țări
- Premio Nadal: Rafael Argullol Murgadas, La razón del mal